# Quốc kỳ Cộng hòa Trung Phi
Quốc kỳ Cộng hòa Trung Phi (tiếng Pháp: Drapeau de la République centrafricaine; tiếng Sango: Bendêre tî Bêafrîka) được chính thức phê chuẩn vào năm 1958. Thiết kế cờ giữ nguyên đến nay, với bốn sọc ngang màu xanh lam, trắng, xanh lá cây và màu vàng và một dải dọc màu đỏ. Có một ngôi sao năm cánh màu vàng ở góc trên bên trái.

## Thiết kế
Thiết kế bao gồm bốn sọc ngang, một sọc dọc và một ngôi sao năm cánh màu vàng ở góc trên bên trái. Màu sắc được chọn tượng trưng cho nước Pháp (xanh dương và trắng) và châu Phi (xanh lá cây và vàng) với sọc dọc màu đỏ kết nối cả hai với hàm ý kêu gọi sự thống nhất và sự tôn trọng mà người châu Âu và châu Phi nên dành cho nhau. Ngôi sao màu vàng đại diện cho sự độc lập, cũng như là biểu tượng của tính thống nhất, tiến bộ và khoan dung của người châu Phi. Hiến pháp của Cộng hòa Trung Phi mô tả lá quốc kỳ là "bốn dải ngang có kích thước bằng nhau có màu xanh lam, trắng, xanh lá cây và vàng, được ngăn vuông góc ở giữa bằng một dải màu đỏ có kích thước tương tự, và có một ngôi sao năm cánh màu vàng ở góc trên bên trái."

## Dựng hình
- Tỉ lệ 2:3
- Tỉ lệ 3:5

## Màu sắc
|             | Lam         | Trắng       | Lục        | Vàng       | Đỏ         |
| ----------- | ----------- | ----------- | ---------- | ---------- | ---------- |
| RGB         | 0/48/130    | 255/255/255 | 40/151/40  | 255/206/0  | 210/16/52  |
| Hexadecimal | #003082     | #FFFFFF     | #289728    | #ffce00    | #d21034    |
| CMYK        | 100/63/0/49 | 0/0/0/0     | 74/0/74/41 | 0/19/100/0 | 0/92/75/18 |
| Pantone     | 287 C       | White       | 7739 C     | Yellow C   | 186 C      |

## Lịch sử

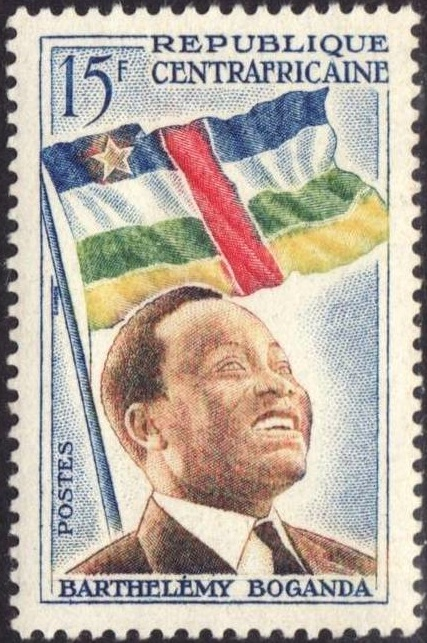
Con tem bưu chính đầu tiên của Cộng hòa Trung Phi vào năm 1959, có hình Boganda bên cạnh thiết kế quốc kỳ của ông.

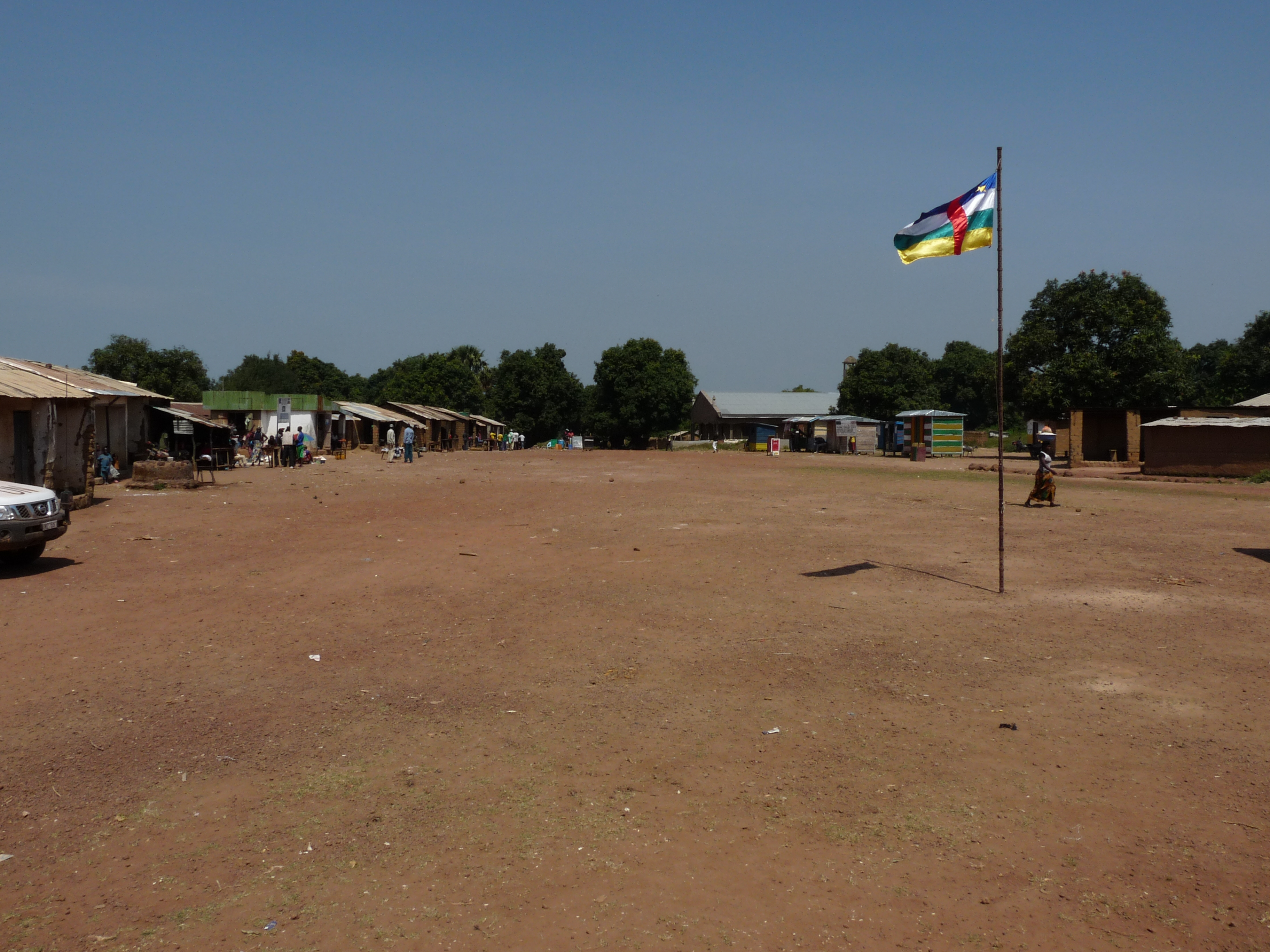
Quốc kỳ Cộng hòa Trung Phi ở Niem Yéléwa, tỉnh Nana-Mambéré

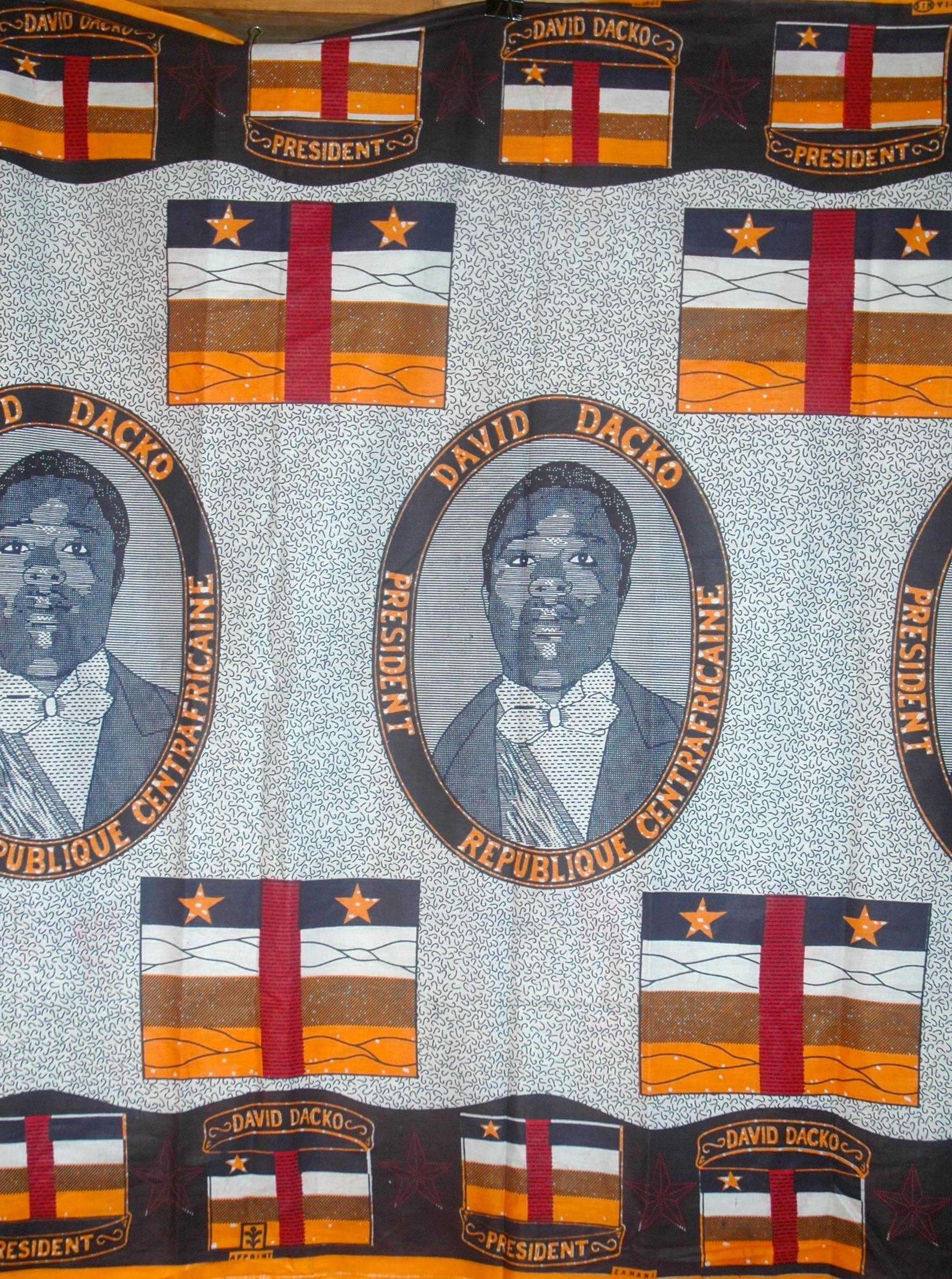
Tổng thống David Dacko và quốc kỳ Cộng hòa Trung Phi trên thảm; lá cờ này không chính xác vì có hai ngôi sao thay vì một.

Quốc kỳ Cộng hòa Trung Phi do Barthélemy Boganda thiết kế, người sau này trở thành tổng thống đầu tiên của nước này. Ban đầu nó được dự định là lá cờ của Hợp chủng quốc Châu Phi Latinh (United States of Latin Africa), do ông đề xuất vào năm 1957. Lá cờ được Hội đồng Lập pháp Ubangi-Shari phê chuẩn vào ngày 1 tháng 12 năm 1958. Vào thời điểm nó được công bố, Boganda tuyên bố trước Hội đồng Lập pháp quốc gia rằng "Những màu sắc đó tượng trưng cho bốn vùng lãnh thổ cấu thành Châu Phi Xích Đạo thuộc Pháp, nhưng cũng là những người soi đường cho chúng tôi, Chính quốc Pháp, xuất phát từ trái tim tôi. Sọc đỏ cắt ngang bốn màu là biểu tượng cho máu của chúng tôi. Tương tự như những gì chúng tôi đã làm khi nước Pháp gặp nguy hiểm, chúng tôi cũng sẽ đổ máu vì Châu Phi và để bảo vệ Cộng hòa Trung Phi, thành viên của Cộng đồng Pháp."
Tổng thống Jean-Bédel Bokassa đã xem xét việc thay thế lá cờ vào năm 1976, sau khi ông chuyển sang Hồi giáo dưới ảnh hưởng của nhà lãnh đạo Libya Muammar Gaddafi. Đề xuất là thay đổi hoàn toàn lá cờ để làm nổi bật hình lưỡi liềm và ngôi sao. Tuy nhiên, đề xuất này chỉ tồn tại trong thời gian ngắn, vì vài tháng sau Đế quốc Trung Phi được thành lập dưới thời Bokassa, với tư cách là Hoàng đế Bokassa I. Ngày 4 tháng 12 cùng năm, một Hiến pháp mô tả cả biểu tượng để Hoàng đế sử dụng cho mục đích cá nhân và lá cờ hiện tại được tái sử dụng làm quốc kỳ của Đế quốc. Cờ Hoàng đế có màu xanh lục nhạt, với một con đại bàng màu vàng được đặt trên một ngôi sao vàng 20 cánh ở giữa, lấy cảm hứng từ con đại bàng trên cờ Hoàng đế Napoleon I.
Lá quốc kỳ vẫn được giữ nguyên sau khi Đế quốc Trung Phi sụp đổ.

## Các lá cờ trước đây

Quốc kỳ Pháp, được sử dụng trong thời kỳ thuộc địa Ubangi-Shari (1903–1960)
Quốc kỳ đề xuất cho Cộng hòa Trung Phi từ năm 1976
Cờ hoàng đế Bokassa I, được sử dụng song song với quốc kỳ của Đế quốc Trung Phi (1976–1979)